# Gerhard Boetzelen
Hans Gerhard Boetzelen (ur. 7 stycznia 1906 w Bernburgu, zm. 27 lutego 1995 w Yorku) – niemiecki wioślarz, wicemistrz olimpijski.
Razem z Herbertem Buhtzem zdobył srebrny medal w konkurencji dwójek podwójnych na igrzyskach olimpijskich w Los Angeles w 1932. W walce o zwycięstwo lepsi o 5,4 sekundy okazali się reprezentanci USA: William Gilmore i Kenneth Myers. Był to jego jedyny start olimpijski.
W trakcie II wojny światowej pracował dla organizacji Kraft durch Freude. Był między innymi autorem artykułu gloryfikującego walkę w bitwie stalingradzkiej dla gazety Reichssportblatt. Po zakończeniu wojny wyemigrował do USA.